# Manuscripta mathematica
La revue manuscripta mathematica (souvent aussi cité avec des majuscules : Manuscripta Mathematica) est une  revue mathématique à comité de lecture qui couvre tous les domaines des mathématiques. Elle est publiée par Springer Science+Business Media.

## Description
La revue a été fondée en 1969 dans le but de permettre la dissémination rapide de résultats de recherche en mathématiques. Elle publie 3 volumes par an ; chaque volume est composé de 4 numéros groupés par deux. Dans l'édition électronique, les articles paraissent au fur et à mesure de leur acceptation.
Les thèmes les plus représentés concernent la géométrie algébrique, la géométrie différentielle, la théorie des nombres, les équations aux dérivées partielles, l'analyse globale, l'analyse sur des variétés, les groupes topologiques, groupes de Lie, la topologie algébrique.

## Résumés et indexation
La revue est indexée, et les articles résumés, dans les bases usuelles du groupe Springer, et notamment MathSciNet et Zentralblatt MATH.
La revue publie entre 80 et 100 articles par an, et le nombre de pages est de l'ordre de 550 par volume.
Sur SCImago Journal Rank, le journal a un facteur d'impact de 0,77 en 2019 . Il se classe dans le 2e quartile des revues de sa catégorie, alors qu'il était dans le premier quartile pendant les dix années précédentes.